# 馬歇爾 (印第安納州)
馬歇爾（英語：Marshall）是一個位於美國印地安納州帕克縣的城鎮。

## 人口
根據2010年美國人口普查的數據，馬歇爾的面積為0.66平方千米，當中陸地面積為0.66平方千米，而水域面積為0.00平方千米。當地共有人口324人，而人口密度為每平方千米491人。